# Polpi alla luciana
I polpi alla luciana (pronuncia: lucïàna, AFI: /lutʃiˈana/), così detti dal popolare borgo di Santa Lucia, dove esisteva una comunità di pescatori, sono una ricetta tipica della cucina napoletana.

## Descrizione
I polpi sono cotti in una casseruola, tradizionalmente di terracotta, insieme a pomodoro, aglio, olive di Gaeta e capperi. Si condisce con pepe e a fine cottura si completa con prezzemolo tritato.
Durante la cottura non va aggiunta acqua. Un detto napoletano, per precisare questo accorgimento, dice: